# Caio Cecina Largo (cônsul em 42)
Caio Cecina Largo (em latim: Gaius Caecina Largus; m. c. 57) foi um senador romano eleito cônsul em 42 com o imperador Cláudio, servindo depois com os cônsules sufectos Caio Céstio Galo e Cornélio Lupo. Originário de Volterra, na Etrúria, era filho de Caio Cecina Largo, um dos responsáveis pela construção do teatro de Volterra.

## Carreira
A maior parte de sua carreira é desconhecida, mas sabe-se que ele era membro do colégio dos irmãos arvais em 38. Como amigo pessoal de Cláudio, serviu com ele no consulado em 42. Em 48, depois do atentado de Messalina contra Cláudio, Cecina Largo o acompanhou em sua viagem a Óstia Antiga. 
Faleceu por volta de 57. Plínio, afirmou ter estado na casa de Cecina Largo no monte Palatino quando jovem e descreve o belo jardim.